# General Tapioca
El general Tapioca és un personatge de ficció de còmic de Les aventures de Tintín, que són una sèrie d'historietes en còmic creades pel dibuixant belga Hergé. Tapioca és un militar i polític de la fictícia República de Sant Theodoros. Tot i que se'l menciona a diverses històries prèvies, no apareix fins al darrer àlbum acabat Tintín i els pícaros.

## Biografia de ficció i trajectòria editorial
Aquest General santeodorenc destaca per haver mantingut al llarg de la seva carrera una pugna constant pel poder, amb el seu enemic el general Alcazar. Tapioca és un dictador, un tirà infame i vanitós. Un exemple de la seva vanitat és quan va prendre la decisió canviar el nom de la capital Los Dopicos pel de Tapiocàpolis. La seva rivalitat amb el general Alcázar ha portat al país a continus cops d'estat, derrocaments i fugides dels dirigents.
Quan Tintín arriba a la República de Sant Theodoros, a començaments de L'orella escapçada, Tapioca n'és el seu màxim governant. Tintín és llavors acusat de terrorisme i condemnat a mort, però l'oportú triomf de la revolució del general Alcázar li salva la vida. Alcázar i Tintín mantindran des de llavors una conflictiva amistat. La primera menció del personatge va tenir lloc a la pàgina 41 de la versió original publicada a Le Petit Vingtième el 30 d'abril de 1936.
A Les set boles de cristall es relata, per mitjà d'Alcázar, que Tapioca ha tornat a prendre el poder. Al final de Stoc de coc, entre un munt de retalls de diari, es pot llegir que aquesta vegada Tapioca ha estat enderrocat pel mateix Alcázar. La trama de Tintín i els pícaros gira al voltant del fet que Tapioca ha tornat a recuperar el poder gràcies al suport de Bordúria i del seu règim bigotista.
Els continus cops d'Estat que fan a San Theodoros tant Tapioca com Alcàsser són una paròdia de la inestabilitat política característica a Llatinoamericà durant el segle xx. L'aliança entre Tapioca i el bigotisme borduri denuncia les estratègies de règims estrangers per expandir la seva influència a Llatinoamèrica, com el comunisme a Cuba, o bé els contres a Nicaragua, etc.